# Svend III de Dinamarca
Svend III Grathe, nació aproximadamente en 1125 y fallecido en 1157, fue rey de Dinamarca entre 1146 y 1157. Fue corregente con el rey Canuto V de Dinamarca desde 1152 hasta 1154 y nuevamente en 1157. Estuvo casado con Adela de Meissen.
Svend era un hijo ilegítimo de Erico II y una amante. Con la abdicación de Erico III en 1146, Svend fue elegido rey en Selandia, pero al año siguiente tuvo que luchar nuevamente con su rival, Canuto V que gobernaba Jutlandia. Juntos participaron en 1147 en la cruzada de los wendos. El emperador germánico Federico I Barbarroja intervino e hizo a Svend "primer rey" y a Canuto corregente. Pero la posición de Svend no estaba totalmente garantizada. En 1154, Svend fue vencido por una alianza entre Canuto V y Valdemar I. Después de algunos años de exilio, Svend, con ayuda militar alemana, consiguió volver a Dinamarca, nombrándose a sí mismo gobernante de Escania.
En un banquete, llamado Banquete de la Sangre, celebrado en Roskilde en 1157, se quitó de encima a sus dos corregentes. Canuto fue asesinado y Valdemar huyó a Jutlandia. El 23 de octubre Svend fue vencido cerca de Viborg en la batalla de Grathe Heath (de ahí su sobrenombre) y murió durante su fuga.